# Васік Волтер
Ва́сік Волтер (Володимир Йосипович; 1 травня 1930, м. Самбір, нині Львівська область) — кінорежисер. Від 1948 — у Канаді.

## Біографія
Навчався в Інститутах фотографії у м. Санта-Барбара (1955—1956) та Нью-Йорк (1961—1963). Стажувався на кіностудіях в Голлівуді. На початку 50-х рр. розпочав самостійну діяльність як оператор і продюсер документальних стрічок, а створивши кіностудію «Васік-філмз» — постановником-продюсером повнометражних художніх стрічок. Брав участь у створенні понад 30 фільмів. Першим із діячів кіно звернувся до теми УПА — у фільмах «Жорстокі світанки» (1966, режисер О. Наконечний, І. Красний), «Ніколи не забуду» (1969, режисер Б. Паздрей, В. Бачинський), «Марічка» (1975, режисер В. Бачинський), «Зашуміла Верховина» (1977, режисер О. Ковальський). Копії фільмів зберігаються у Національній бібліотеці та архіві Канади. Засновник і голова Українського кіноклубу (1962—1967), голова КУК в Ошаві (1975—1980), активний діяч Українського національного об'єднання.